# Villands kontrakt
Villands kontrakt var ett kontrakt i Lunds stift inom Svenska kyrkan. Kontraktet uppgick 2001 i Villands och Gärds kontrakt.. Ingående församlingar ligger inom Kristianstads kommun och Bromölla kommun. 
Kontraktet som omfattade församlingar inom Villands härad finns omnämnt 1569.
Kontraktskod var 0717

## Ingående församlingar
År 1952 omfattade kontraktet:
- Kristianstads Heliga Trefaldighets församling
- Norra Åsums församling
- Ivetofta församling
- Gualövs församling
- Trolle-Ljungby församling
- Ivö församling
- Kiaby församling
- Åhus församling
- Nosaby församling
- Österslövs församling
- Fjälkestads församling
- Oppmanna församling
- Vånga församling
- Fjälkinge församling
- Nymö församling
- Gustav Adolfs församling
- Rinkaby församling
- Näsums församling

## Kontraktsprostar
| Ämbetstid | Namn                               | Levnadstid | Övrigt                                  |
| --------- | ---------------------------------- | ---------- | --------------------------------------- |
| 1460      | Peder Pawelsson                    |            |                                         |
| 1509      | Laurentius Gudhberni               |            |                                         |
| 1530      | Oluf Jepsson                       |            | Kyrkoherde i Åhus församling.           |
| 1566      | Jörgen                             |            | Kyrkoherde i Åhus församling.           |
| 1610      | Niels Mikkelsen                    |            | Kyrkoherde i Nosaby församling.         |
| 1613–1628 | Anders Siwendsön                   | –1628      | Kyrkoherde i Österslövs församling.     |
| 1631–1661 | Peder Pedersön                     | 1592–1661  | Kyrkoherde i Åhus församling.           |
| 1661–1669 | Laurits Hansen Comin               | –1669      | Kyrkoherde i Kristianstads församling.  |
| 1669–1693 | Henric Nissenius von der Wettering | 1624–1693  | Kyrkoherde i Trolle-Ljungby församling. |
| 1693–1697 | Peder Pedersön (Pavius)            | –1697      | Kyrkoherde i Fjälkinge församling.      |
| 1697–1713 | Laurentius Blanxius                | 1642–1713  | Kyrkoherde i Österslövs församling.     |
| 1714–1727 | Olaus Troilius                     |            | Kyrkoherde i Jämshögs församling.       |
| 1727–1730 | Christopher Blanxius               | 1680–1730  | Kyrkoherde i Ivetofta församling.       |
| 1730–1744 | Hans Widingh                       | 1658–1744  | Kyrkoherde i Oppmanna församling.       |
| 1745–1765 | Jöns Ring                          | 1695–1765  | Kyrkoherde i Fjälkinge församling.      |
| 1765–1778 | Petrus Sonnberg                    | 1699–1778  | Kyrkoherde i Trolle-Ljungby församling. |
| 1779–1783 | Nils Hjort                         | 1712–1783  | Kyrkoherde i Österslövs församling.     |
| 1783–1804 | Jöran Peter Herslow                | 1731–1804  | Kyrkoherde i Kristianstads församling.  |
| 1805–1817 | Samuel Fredrik Corwin              | 1743–1817  | Kyrkoherde i Trolle-Ljungby församling. |
| 1817–1828 | Nils Johan Sundius                 | 1761–1828  | Kyrkoherde i Fjälkestads församling.    |
| 1828–1852 | Carl Starck                        | 1787–1852  | Kyrkoherde i Åhus församling.           |
| 1852–     | Claes Johan Schaar                 | 1788–      | Kyrkoherde i Fjälkinge församling.      |